# Enneapterygius pusillus
Enneapterygius pusillus es una especie de pez de la familia Tripterygiidae en el orden de los Perciformes.

## Morfología
• Los machos pueden llegar alcanzar los 2,5 cm de longitud total.

## Hábitat
Es un pez de mar  y de clima tropical  que vive entre 3-20 m de profundidad.

## Distribución geográfica
Se encuentra desde el Mar Rojo hasta el norte de KwaZulu-Natal (Sudáfrica) y la India.